# Ashuradeh
Ashuradeh (in persiano آشوراده) è l'unica isola iraniana sul mar Caspio; amministrativamente appartiene alla provincia di Torkaman, regione del Golestan. Si trova alla fine della penisola di Miankaleh ed è a soli 3 km dalla città di Bandar-e Torkeman. Più del 40% del caviale iraniano viene prodotto nelle vicinanze dell'isola.

## Storia
Ashuradeh era abitata un tempo da 300 famiglie, ma il villaggio è ormai deserto. L'isola fu occupata dalle forze russe nel 1837 nonostante le proteste provenienti dalla Persia. Dopo l'occupazione, l'esercito russo mantenne una postazione militare sull'isola per qualche decennio.